# برونو کورتس
برونو کورتس (به پرتغالی: Bruno Cortês Barbosa) مدافع اهل برزیل است که در شهر ریودو ژانیرو و در تاریخ ۱۱ مارس ۱۹۸۷ به دنیا آمده‌است.
برونو کورتس در تیم‌های فوتبال Al-Shahaniya سابقهٔ حضور دارد.